# RPMI
El medio Roswell Park Memorial Institute (en inglés, Roswell Park Memorial Institute medium), más conocido por su siglas, RPMI, es un medio celular usado para cultivos celulares. Tradicionalmente, es usado para el cultivo de células humanas o de tejidos aislados como el caso de las arterias mamarias humanas.
Contiene una gran cantidad de fosfatos y está diseñado para ser utilizado en una atmósfera al 5% de dióxido de carbono. 
Existe una gran variedad de medios RPMI, siendo el más usado el RPMI 1640.
La formulación y componentes son:

## RPMI 1640
El medio de cultivo celular RPMI 1640 fue desarrollado en 1966 por Moore y colaboradores del Roswell Park Memorial Institute (actual Roswell Park Cancer Institute). Se formuló con la idea de mantener fibroblastos en suspensión, si bien hoy en día se utiliza para el mantenimiento de numerosas líneas celulares e hibridomas.